# Flavonă

Structura moleculară a unei flavone

Flavonele (latină flavus = galben) alcătuiesc o clasă de flavonoide a căror structură chimică se bazează pe 2-fenilcromen-4-onă (2-fenil-1-benzopiran-4-onă) (imaginea din dreapta). Flavonele se regăsesc în unele produse alimentare, în special în mirodenii și legume și fructe colorate în nuanțe de roșu până la violet. Printre cele mai comune exemple se numără: apigenină (4',5,7-trihidroxiflavonă), luteolină (3',4',5,7-tetrahidroxiflavonă), tangeritină (4',5,6,7,8-pentametoxiflavonă), crizină (5,7-dihidroxiflavonă) și 6-hidroxiflavonă.

## Obținere
Există mai multe metode în chimia organică pentru obținerea flavonelor. Un exemplu este reacția de ciclizare a 1,3-diarilcetonelor:
O altă metodă este reacția Allan-Robinson:
Alte exemple includ:
- Sinteză Auwers
- Transpoziție Baker-Venkataraman
- Reacție Algar-Flynn-Oyamada

## Flavone comune
| Denumire           | Structură | R3    | R5    | R6    | R7    | R8    | R2'   | R3'   | R4'   | R5'   | R6' |
| ------------------ | --------- | ----- | ----- | ----- | ----- | ----- | ----- | ----- | ----- | ----- | --- |
| Structura generală |           | –     | –     | –     | –     | –     | –     | –     | –     | –     | –   |
| Primuletină        | –         | –OH   | –     | –     | –     | –     | –     | –     | –     | –     |     |
| Crizină            | –         | –OH   | –     | –OH   | –     | –     | –     | –     | –     | –     |     |
| Tectocrizină       | –         | –OH   | –     | –OCH3 | –     | –     | –     | –     | –     | –     |     |
| Primetină          | –         | –OH   | –     | –     | –OH   | –     | –     | –     | –     | –     |     |
| Apigenină          | –         | –OH   | –     | –OH   | –     | –     | –     | –OH   | –     | –     |     |
| Acacetină          | –         | –OH   | –     | –OH   | –     | –     | –     | –OCH3 | –     | –     |     |
| Genkwanină         | –         | –OH   | –     | –OCH3 | –     | –     | –     | –OH   | –     | –     |     |
| Echioidinină       | –         | –OH   | –     | –OCH3 | –     | –OH   | –     | –     | –     | –     |     |
| Baicaleină         | –         | –OH   | –OH   | –OH   | –     | –     | –     | –     | –     | –     |     |
| Oroxilină A        | –         | –OH   | –OCH3 | –OH   | –     | –     | –     | –     | –     | –     |     |
| Negleteină         | –         | –OH   | –OH   | –OCH3 | –     | –     | –     | –     | –     | –     |     |
| Norwogonină        | –         | –OH   | –     | –OH   | –OH   | –     | –     | –     | –     | –     |     |
| Wogonină           | –         | –OH   | –     | –OH   | –OCH3 | –     | –     | –     | –     | –     |     |
| Geraldonă          | –         | –     | –     | –OH   | –     | –     | –OCH3 | –OH   | –     | –     |     |
| Titonină           | –         | –     | –     | –OCH3 | –     | –     | –OH   | –OCH3 | –     | –     |     |
| Luteolină          | –         | –OH   | –     | –OH   | –     | –     | –OH   | –OH   | –     | –     |     |
| 6-hidroxiluteolină | –         | –OH   | –OH   | –OH   | –     | –     | –OH   | –OH   | –     | –     |     |
| Crizoeriol         | –         | –OH   | –     | –OH   | –     | –     | –OCH3 | –OH   | –     | –     |     |
| Diosmetină         | –         | –OH   | –     | –OH   | –     | –     | –OH   | –OCH3 | –     | –     |     |
| Piloină            | –         | –OH   | –     | –OCH3 | –     | –     | –OH   | –OCH3 | –     | –     |     |
| Velutină           | –         | –OH   | –     | –OCH3 | –     | –     | –OCH3 | –OH   | –     | –     |     |
| Norartocarpetină   | –         | –OH   | –     | –OH   | –     | –OH   | –     | –OH   | –     | –     |     |
| Artocarpetină      | –         | –OH   | –     | –OCH3 | –     | –OH   | –     | –OH   | –     | –     |     |
| Scutellareină      | –         | –OH   | –OH   | –OH   | –     | –     | –     | –OH   | –     | –     |     |
| Hispidulină        | –         | –OH   | –OCH3 | –OH   | –     | –     | –     | –OH   | –     | –     |     |
| Sorbifolină        | –         | –OH   | –OH   | –OCH3 | –     | –     | –     | –OH   | –     | –     |     |
| Pectolinarigenină  | –         | –OH   | –OCH3 | –OH   | –     | –     | –     | –OCH3 | –     | –     |     |
| Cirzimaritină      | –         | –OH   | –OCH3 | –OCH3 | –     | –     | –     | –OH   | –     | –     |     |
| Mikanină           | –         | –OH   | –OCH3 | –OCH3 | –     | –     | –     | –OCH3 | –     | –     |     |
| Izoscutellareină   | –         | –OH   | –     | –OH   | –OH   | –     | –     | –OH   | –     | –     |     |
| Zapotinină         | –         | –OH   | –OCH3 | –     | –     | –OCH3 | –     | –     | –     | –OCH3 |     |
| Zapotină           | –         | –OCH3 | –OCH3 | –     | –     | –OCH3 | –     | –     | –     | –OCH3 |     |
| Cerrosillină       | –         | –OCH3 | –OCH3 | –     | –     | –     | –OCH3 | –     | –OCH3 | –     |     |
| Alnetină           | –         | –OH   | –OCH3 | –OCH3 | –OCH3 | –     | –     | –     | –     | –     |     |
| Tricetină          | –         | –OH   | –     | –OH   | –     | –     | –OH   | –OH   | –OH   | –     |     |
| Tricină            | –         | –OH   | –     | –OH   | –     | –     | –OCH3 | –OH   | –OCH3 | –     |     |
| Corimbozină        | –         | –OH   | –     | –OCH3 | –     | –     | –OCH3 | –OCH3 | –OCH3 | –     |     |
| Nepetină           | –         | –OH   | –OCH3 | –OH   | –     | –     | –OH   | –OH   | –     | –     |     |
| Pedalitină         | –         | –OH   | –OH   | –OCH3 | –     | –     | –OH   | –OH   | –     | –     |     |
| Nodifloretină      | –         | –OH   | –OH   | –OH   | –     | –     | –OCH3 | –OH   | –     | –     |     |
| Jaceosidină        | –         | –OH   | –OCH3 | –OH   | –     | –     | –OCH3 | –OH   | –     | –     |     |
| Cirsiliol          | –         | –OH   | –OCH3 | –OCH3 | –     | –     | –OH   | –OH   | –     | –     |     |
| Eupatilină         | –         | –OH   | –OCH3 | –OH   | –     | –     | –OCH3 | –OCH3 | –     | –     |     |
| Cirsilineol        | –         | –OH   | –OCH3 | –OCH3 | –     | –     | –OCH3 | –OH   | –     | –     |     |
| Eupatorină         | –         | –OH   | –OCH3 | –OCH3 | –     | –     | –     | –OCH3 | –OH   | –     |     |
| Sinensetină        | –         | –OCH3 | –OCH3 | –OCH3 | –     | –     | –     | –OCH3 | –OCH3 | –     |     |
| Hipolaetină        | –         | –OH   | –     | –OH   | –OH   | –     | –OH   | –OH   | –     | –     |     |
| Onopordină         | –         | –OH   | –     | –OH   | –OCH3 | –     | –OH   | –OH   | –     | –     |     |
| Wightină           | –         | –OH   | –     | –OCH3 | –OCH3 | –OCH3 | –OH   | –     | –     | –     |     |
| Nevadensină        | –         | –OH   | –OCH3 | –OH   | –OCH3 | –     | –     | –OCH3 | –     | –     |     |
| Xantomicrol        | –         | –OH   | –OCH3 | –OCH3 | –OCH3 | –     | –     | –OH   | –     | –     |     |
| Tangeretină        | –         | –OCH3 | –OCH3 | –OCH3 | –OCH3 | –     | –     | –OCH3 | –     | –     |     |
| Serpilină          | –         | –OH   | –     | –OCH3 | –OCH3 | –OCH3 | –OCH3 | –OCH3 | –     | –     |     |
| Sudachitină        | –         | –OH   | –OCH3 | –OH   | –OCH3 | –     | –OCH3 | –OH   | –     | –     |     |
| Acerosină          | –         | –OH   | –OCH3 | –OH   | –OCH3 | –     | –OH   | –OCH3 | –     | –     |     |
| Himenoxină         | –         | –OH   | –OCH3 | –OH   | –OCH3 | –     | –OCH3 | –OCH3 | –     | –     |     |
| Gardenină D        | –         | –OH   | –OCH3 | –OCH3 | –OCH3 | –     | –OH   | –OCH3 | –     | –     |     |
| Nobiletină         | –         | –OCH3 | –OCH3 | –OCH3 | –OCH3 | –     | –OCH3 | –OCH3 | –     | –     |     |
| Scaposină          | –         | –OH   | –OCH3 | –OH   | –OCH3 | –     | –OCH3 | –OCH3 | –OH   |       |     |
| Denumire           | Structură | R3    | R5    | R6    | R7    | R8    | R2'   | R3'   | R4'   | R5'   | R6' |